# Mont Yajūrō
Le mont Yajūrō (弥十郎ヶ嶽, Yajūrō-ga-take) est une montagne du plateau Tamba culminant à 715 m d'altitude à Tamba-Sasayama dans la préfecture de Hyōgo au Japon. Ce mont fait partie du parc naturel d'Inagawa.

## Histoire
Le mont Yajūrō est depuis des siècles un objet de vénération pour les habitants de la région. Sur le piémont méridional de la montagne se trouvait le Sako-ji qui aurait été fondé en 731 par Gyōki. Le temple a été déplacé sur le piémont septentrional de la montagne mais incendié lors d'une guerre.